# Рингштрасе

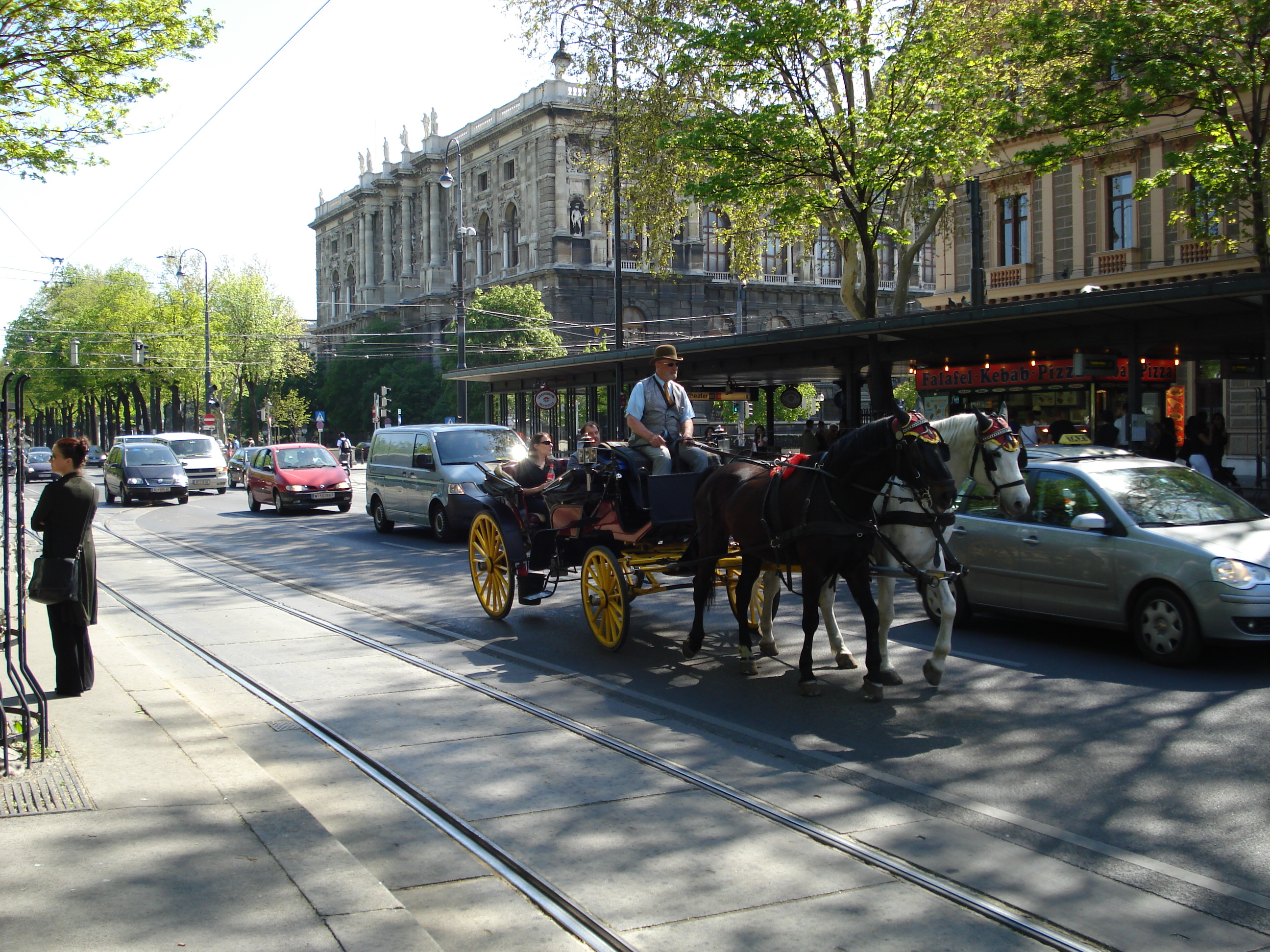
Рингштрассе. Здание Народного театра

Ри́нгштрасе, Ри́нгштрасcе (нем. Ringstraße — Кольцевая улица), или просто «Ринг», — одна из центральных улиц в Вене, опоясывающая центральный район — Внутренний Город (нем. Innere Stadt).

## История
Рингштрасcе проложена на месте старых городских стен Вены, которые были возведены в XIII веке и усилены после турецкой осады 1529 года. Вопреки буквальному значению термина Рингштрассе имеет вид полукольца, «опирающегося концами» в Дунайский канал (нем. Donaukanal), который делит город на два больших района. Укрепления потеряли фортификационное значение в конце XVIII века, а революция 1848 года дала повод к дальнейшим изменениям.
В 1850 году пригороды Вены были присоединены к городу и стали его районами (со второго по девятый). В результате, стены превратились в заметное препятствие для развития города. В 1857 году император Франц Иосиф I издал декрет «Это моя воля» (Es ist Mein Wille), приказав разобрать городские стены и засыпать ров. Кроме того, декрет предписывал размеры новой улицы: Рингштрасе, а также размещение и функцию основных зданий. В 1850—1860-х годах Рингштрассе была застроена громоздкими разностильными особняками, а название «Стиль Рингштрассе» (нем. Ringstraßenstil) стало синонимом «претенциозной безвкусицы».
Проект реконструкции центра столицы Австрийской империи в 1869 году разрабатывали совместно архитекторы Готфрид Земпер и Карл фон Хазенауэр. Улица и расположенные вдоль неё здания задумывались как показатель величия Габсбургов и Австрийской империи. В последующие годы вдоль Рингштрасе было возведено множество частных и общественных построек: здания Парламента, Ратуши и Бургтеатра. Была создана Площадь Марии Терезии (Maria-Theresien-Platz) с двумя симметрично выстроенными зданиями Музея истории искусств (Kunsthistorisches Museum) и Музея естественной истории (Naturhistorisches Museum). Вдоль Ринга были проложены трамвайные пути.
Отчасти создание Рингштрасе наследовало строительный опыт императора Франции Наполеона III, поскольку создание кольца Больших бульваров в Париже показало, что широкие улицы значительно сокращают возможность потенциальным восставшим сооружать на них баррикады.

## Секции улицы
Рингштрасе состоит из нескольких секций и охватывает центр города полукольцом с трёх сторон, кроме северо-востока, где вдоль Дунайского канала проходит набережная Франца Иосифа (Franz-Josefs-Kai). Секции Рингштрасе начиная с северной оконечности набережной Франца Иосифа и против часовой стрелки:
- Шоттенринг (Schottenring; см. Шотландский монастырь)
- Универзитетсринг (Universitätsring; см. Венский университет), до 2012 г. Доктор-Карл-Люгер-Ринг (Dr.-Karl-Lueger-Ring; в честь Карла Люгера)
- Доктор-Карл-Реннер-Ринг (Dr.-Karl-Renner-Ring; в честь Карла Реннера)
- Бургринг (Burgring; см. Хельденплац, Хофбург, Бургтеатр)
- Опернринг (Opernring; см. Венская государственная опера)
- Кернтнер Ринг (Kärntner Ring; в честь Каринтии)
- Шубертринг (Schubertring; в честь Франца Шуберта)
- Паркринг (Parkring; см. Венский городской парк)
- Штубенринг (Stubenring)